# Cvetanovac
Cvetanovac (Servisch cyrillisch Цветановац) is een plaats in de Servische gemeente Ljig. De plaats telt 594 inwoners (2002).